# سيس

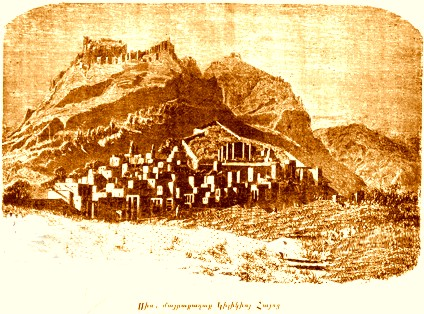
أطلال مدينة سيس.

سيس أو سيسية (بالارمنية: Սիս) كانت مدينة تاريخية في قيليقيا اشتهرت في العصور الوسطى كعاصمة لمملكة قيليقيا الأرمينية. تقع أطلالها حاليا في بلدة قوزان بمحافظة أضنة بتركيا.

## التاريخ
لا يعرف الكثير عن تاريخ المدينة في العهد البيزنطي غير أنها ظلت بيد البيزنطيين حتى تمكن العباسيون من ضمها للثغور الشامية.
برزت سيس كمدينة هامة حين أصبحت عاصمة لمملكة قيليقيا الأرمينية ابتدائا من القرن الثاني عشر بعد أن حول الملك ليو الثاني مسكنه من عين زربة إلى سيس.
ارتبطت سيس بمملكة قيليقيا حتى سمى العرب مناطق قيليقيا الأرمنية ببلاد سيس. تميز القرن الثالث عشر بصراع أرمن قيليقيا مع مماليك مصر والعشائر التركمانية البدوية التي اعتادت غزو المدينة. فقام المماليك بنهبها خمس مرات بين 1266 و1303، كما حاول الإيلخانيون ضمها واجتاحها أمراء حلب ثلاث مرات بين 1340 و1369، وتعرضت للموت الأسود سنة 1348.
جائت نهاية سيس كمدينة هامة على يد المماليك الذين تمكنوا من ضمها وأسر آخر ملوكها ليو السادس سنة 1375. وتحولت سيس في العهد العثماني إلى قرية صغيرة يقطنها الطرق والأرمن عرفت باسم قوزان.
لسيس كذلك أهمية في الكنيسة الرسولية الأرمنية كونها مقر بطاركة أرمن قيليقيا الذين بدورهم نافسوا بطاركة إتشميادزين بالقوقاز.